# 西溪街道
西溪街道，中国浙江省杭州市西湖区所辖街道，位于杭州市西北。得名于境内的西溪河。总面积3平方千米，总人口9万人。浙江师范大学杭州校区、浙江大学西溪校区、浙江工商大学、浙江广播电视大学、浙江教育学院位于境内。

## 辖区
西溪街道现辖：溪畔社区，铁佛寺社区，文锦社区，文三社区，花园亭社区，石灰桥社区，白荡海社区，上马塍社区，下马塍社区，求智社区，文天社区，文教社区。